# ستيفن ويسمان
ستيفن ويسمان (بالألمانية: Steffen Wesemann) مواليد 11 مارس 1971 في فولميرشتيت، ألمانيا، هو دراج ألماني سابق في صنف سباق الدراجات على الطريق. سبق أن شارك في دورة الألعاب الأولمبية الصيفية.

## روابط خارجية
- ستيفن ويسمان على موقع الاتحاد الدولي للدراجات (الإنجليزية)
- ستيفن ويسمان على موقع أرشيف الدراجات (الإنجليزية)
- ستيفن ويسمان على موقع إحصائيات الدراجات الإحترافية (الإنجليزية)
- ستيفن ويسمان على موقع نسبة الدراجات (الإنجليزية)
- ستيفن ويسمان على موقع CycleBase (الإنجليزية)
- ستيفن ويسمان على موقع أوليمبيديا (الإنجليزية)